# Harumi Tomikawa
Harumi Tomikawa (富川春美, Tomikawa Harumi). Nació el 26 de septiembre de 1968, en Ichikawa (Chiba), prefectura de Chiba. Japón. Es una cantante actriz y ex-idol japonesa, activa en la década de los 80. Formó parte del grupo idol Onyanko Club, era la miembro número 14.

## Biografía
Harumi se unió al grupo, tras ganar el concurso televisivo: "The Scout Idol wo Sagashite!", patrocinado por la emisión televisa "Yuuyake Nyan Nyan". Tras este hecho, en 1986 se convirtió en una de las vocalistas principales con el lanzamiento del single: "Osaki ni shitsurei". 

### Después de Onyanko Club
Con la disolución de Onyanko Club en septiembre de 1987, Tomikawa continuó por un tiempo su carrera artística como modelo y actriz, siendo partícipe también de algunos comerciales de tv.

## Actualidad
Estuvo presente en el reencuentro del grupo, realizado en el año 2002.

## Vida personal
En la década de 1990 se desempeñó como instructora de deportes acuáticos en la playa de Okuma, ubicada en Okinawa. Contrajo nupcias en 1997 con un hombre con quien procreó 3 hijos en los años posteriores. Desde entonces se desempeña como ama de casa.

## Discografía

### Singles junto a Onyanko Club
| 21 de julio de 1986  | Osaki ni Shitsurei   |
| 21 de enero de 1987  | No More Renai Gokko  |
| 21 de mayo de 1987   | Katatsumuri Samba    |
| 27 de agosto de 1987 | Wedding Dress        |
| 21 de agosto de 1987 | Watashi wo Yoroshiku |

### Comerciales /CM
| 1989 | Kanebo asa shan! |